# Svend Otto S.
Svend Otto S. var konstnärsnamnet för Svend Otto Sørensen, född 2 juni 1916 i Köpenhamn, död 25 maj 1996, var en dansk tecknare, illustratör och författare. Han blev särskilt känd för sina bilder i traditionell akvarellstil i en lång rad med bildböcker för barn.
Svend Otto S. föddes i Köpenhamn och studerade där flera år på 1930-talet, senare vid St. Martins School of Arts and Craft i London 1938. Han tecknade bokomslag och veckotidningsillustrationer innan han på 1950-talet började illustrera barnböcker. Svend Otto S. var mycket produktiv som leverantör av bokillustrationer, däribland flera till sagor av H.C. Andersen och Bröderna Grimm. Han mottog den prestigefyllda H.C. Andersen-medaljen 1978 för sitt omfattande arbete. Sørensen är representerad vid bland annat Göteborgs konstmuseum.